# Hyrokkin (satélite)
Hyrokkin (pronunciado [ˌhɪˈrɒkɨn] hirr-ROK-in) o Saturno XLIV (designación provisional S/2004 S 19) es un satélite natural de Saturno. Su descubrimiento fue anunciado por Scott S. Sheppard, David C. Jewitt, Jan Kleyna y Brian G. Marsden el 26 de junio de 2006 mediante observaciones tomadas entre el 12 de diciembre de 2004 y el 30 de abril de 2006.
Hyrrokkin tiene cerca de 8 kilómetros de diámetro, y orbita a Saturno a una distancia media de 18 168,3 millones de km en 914,292 días, con una inclinación de 153,3° a la eclíptica (154,3° al ecuador de Saturno), en dirección retrógrada y con una excentricidad de 0.3604.
Fue nombrado en abril de 2007 como Hyrrokkin, un gigante de la mitología nórdica.